# Pointe Giegn
La pointe Giegn est un sommet culminant à 2 888 m d'altitude dans le haut Boréon. Il se trouve sur le territoire de la commune de Valdeblore, dans le département des Alpes-Maritimes, en France.

## Géographie
La pointe Giegn est en réalité formée d'un ensemble de gendarmes. Ce sommet domine le lac Nègre, à l'est et le vallon de Mollières, au sud. Il fait face aux arêtes du lac Nègre et au caïre du Préfouns, au nord. D'un point de vue géologique, la pointe Giegn est constitué de granite.

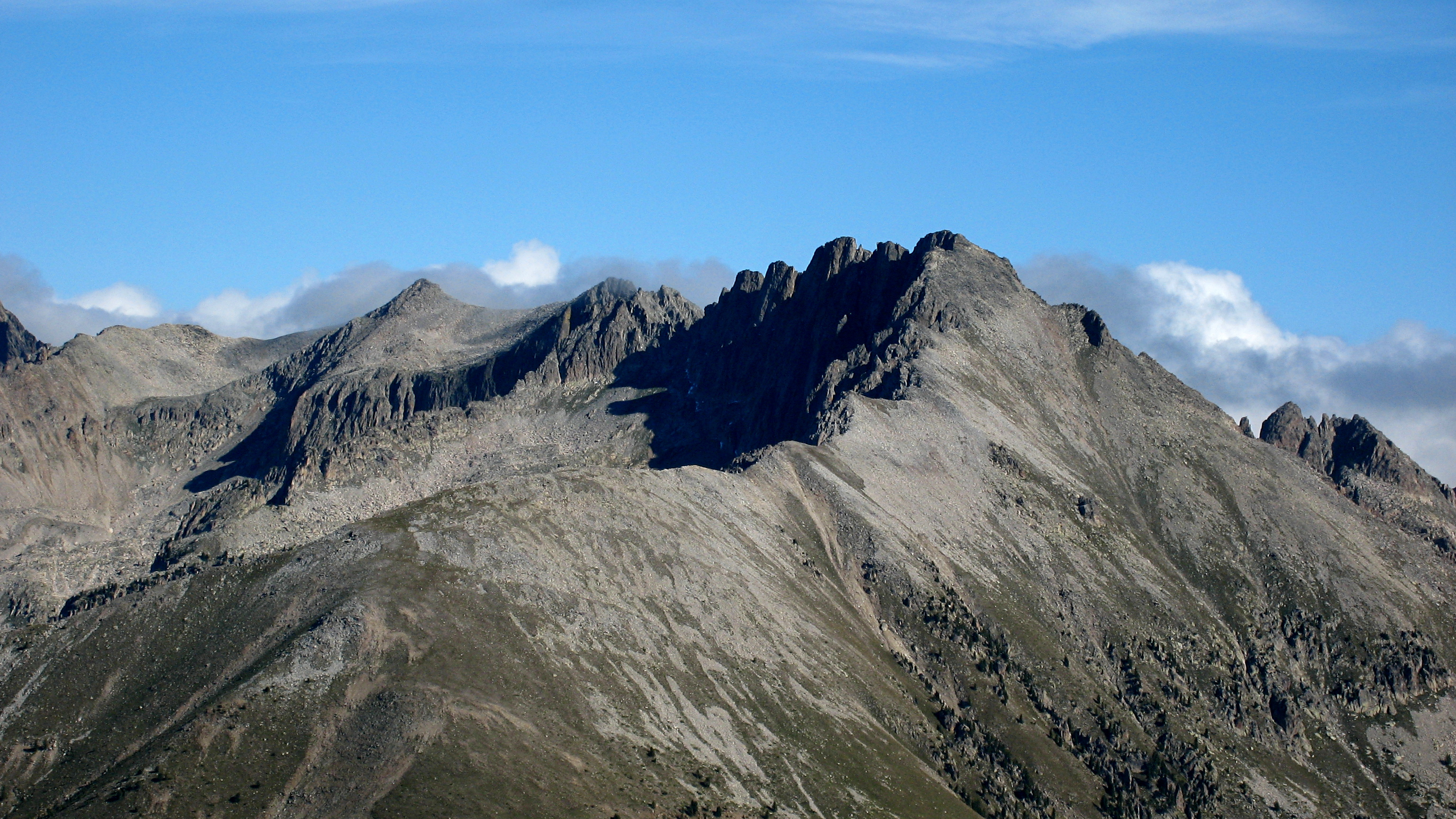
La crête Colombrons et la pointe Giegn
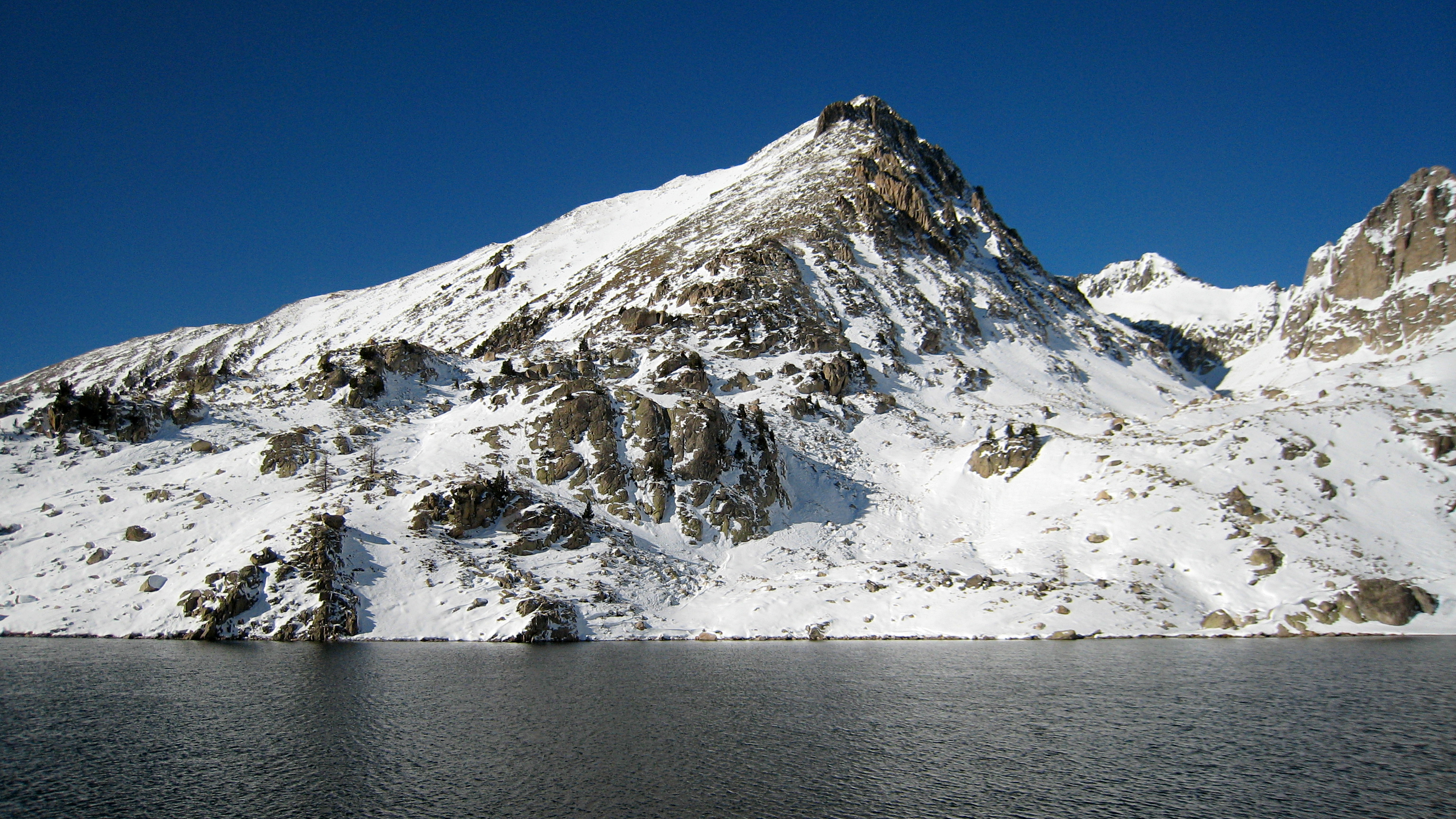
Le versant oriental de la pointe Giegn et le lac Nègre
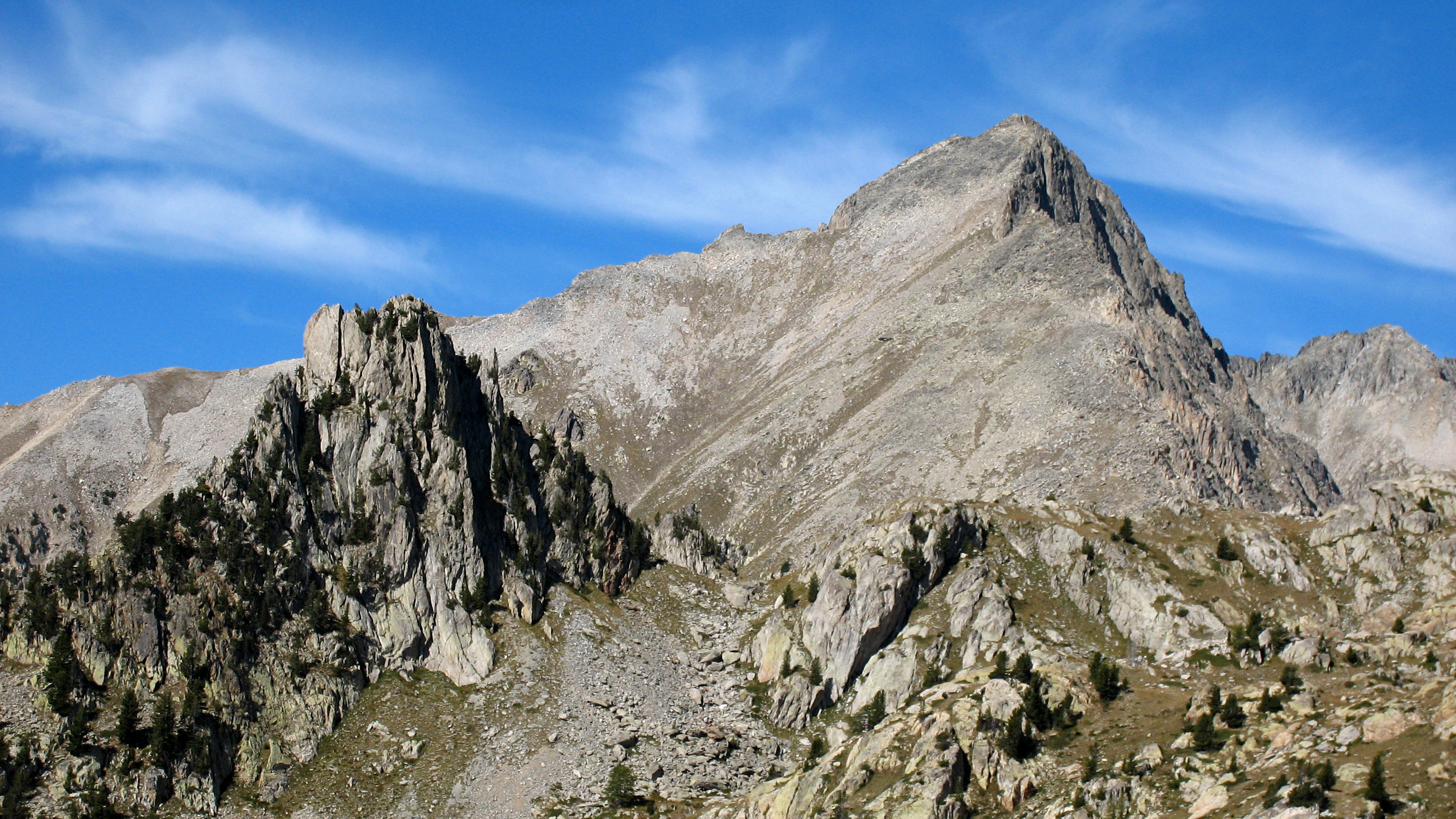
La pointe Giegn et le caïre Pounchu

## Histoire
La première ascension documentée, empruntant l'arête sud, a été effectuée par Victor de Cessole, R. Thierry, J. et J.B. Plent, le 21 juin 1896. La première ascension hivernale, par cette même arête, a été effectuée le 27 janvier 1898.

## Accès
L'itinéraire de la voie normale démarre du Boréon, et rejoint le col de Salèse, puis le lac de Graveirette. Il emprunte ensuite l'arête sud (ou crête Colombrons), et ce jusqu'au sommet. L'itinéraire de descente emprunte en général le versant est, jusqu'au lac Nègre. L'itinéraire de montée et de descente sont respectivement cotés TF (très facile) et F (facile) en cotation alpinisme, et ne présentent donc pas de difficulté particulière.